# Rune Jansson (brottare)
Karl Axel Rune Jansson, född 29 maj 1932 i Skinnskatteberg, död 24 november 2018 i Uddevalla, var en svensk brottare.
Jansson deltog i två olympiska sommarspel. Han blev bronsmedaljör i grekisk-romersk stil 79 kg i Melbourne 1956 och var oplacerad i Rom 1960 i 87 kg-klassen.
Rune Jansson är begravd på Ramneröds kyrkogård i Uddevalla.